# 莫里翁多托里内塞
莫里翁多托里内塞（義大利語：Moriondo Torinese），是意大利皮埃蒙特大区都靈廣域市的一个市镇。总面积6平方公里，人口815人，人口密度135.8人/平方公里（2009年）。ISTAT代码为001163。